# Gran Premio motociclistico di Gran Bretagna 2023
Il Gran Premio motociclistico di Gran Bretagna 2023 è stato la nona prova del motomondiale del 2023. Le vittorie nelle quattro classi sono andate a: Álex Márquez in sprint e Aleix Espargaró nella gara della MotoGP, Fermín Aldeguer in Moto2, David Alonso in Moto3, Randy Krummenacher e Mattia Casadei nelle due gare della MotoE. Per Aldeguer e Alonso si tratta della loro prima vittoria nel contesto del motomondiale, inoltre la vittoria di Alonso è la prima vittoria di un pilota di nazionalità colombiana.

## MotoGP

### Sprint

#### Arrivati al traguardo
| Pos. | Nº | Pilota                | Squadra                     | Motocicletta       | Giri | Tempo     | Griglia | Punti |
| ---- | -- | --------------------- | --------------------------- | ------------------ | ---- | --------- | ------- | ----- |
| 1º   | 73 | Álex Márquez          | Gresini Racing              | Ducati Desmosedici | 10   | 21'52.317 | 3º      | 12    |
| 2º   | 72 | Marco Bezzecchi       | Mooney VR46 Racing          | Ducati Desmosedici | 10   | +0.366    | 1º      | 9     |
| 3º   | 12 | Maverick Viñales      | Aprilia Racing              | Aprilia RS-GP      | 10   | +3.374    | 8º      | 7     |
| 4º   | 5  | Johann Zarco          | Prima Pramac Racing         | Ducati Desmosedici | 10   | +5.671    | 9º      | 6     |
| 5º   | 41 | Aleix Espargaró       | Aprilia Racing              | Aprilia RS-GP      | 10   | +6.068    | 15º     | 5     |
| 6º   | 89 | Jorge Martín          | Prima Pramac Racing         | Ducati Desmosedici | 10   | +7.294    | 7º      | 4     |
| 7º   | 43 | Jack Miller           | Red Bull KTM Factory Racing | KTM RC16           | 10   | +9.415    | 2º      | 3     |
| 8º   | 37 | Augusto Fernández     | GasGas Factory Racing Tech3 | KTM RC16           | 10   | +9.850    | 5º      | 2     |
| 9º   | 33 | Brad Binder           | Red Bull KTM Factory Racing | KTM RC16           | 10   | +10.435   | 10º     | 1     |
| 10º  | 88 | Miguel Oliveira       | CryptoData RNF              | Aprilia RS-GP      | 10   | +11.247   | 16º     |       |
| 11º  | 10 | Luca Marini           | Mooney VR46 Racing          | Ducati Desmosedici | 10   | +17.365   | 6º      |       |
| 12º  | 49 | Fabio Di Giannantonio | Gresini Racing              | Ducati Desmosedici | 10   | +20.063   | 18º     |       |
| 13º  | 23 | Enea Bastianini       | Ducati Lenovo               | Ducati Desmosedici | 10   | +24.352   | 13º     |       |
| 14º  | 1  | Francesco Bagnaia     | Ducati Lenovo               | Ducati Desmosedici | 10   | +25.527   | 4º      |       |
| 15º  | 21 | Franco Morbidelli     | Monster Energy Yamaha       | Yamaha YZR-M1      | 10   | +27.191   | 11º     |       |
| 16º  | 44 | Pol Espargaró         | GasGas Factory Racing Tech3 | KTM RC16           | 10   | +27.693   | 12º     |       |
| 17º  | 36 | Joan Mir              | Repsol Honda                | Honda RC213V       | 10   | +29.062   | 19º     |       |
| 18º  | 93 | Marc Márquez          | Repsol Honda                | Honda RC213V       | 10   | +29.326   | 14º     |       |
| 19º  | 25 | Raúl Fernández        | CryptoData RNF              | Aprilia RS-GP      | 10   | +29.627   | 20º     |       |
| 20º  | 30 | Takaaki Nakagami      | LCR Honda Idemitsu          | Honda RC213V       | 10   | +29.909   | 21º     |       |
| 21º  | 20 | Fabio Quartararo      | Monster Energy Yamaha       | Yamaha YZR-M1      | 10   | +30.326   | 22º     |       |
| 22º  | 27 | Iker Lecuona          | LCR Honda Castrol           | Honda RC213V       | 10   | +47.674   | 17º     |       |

### Gara

#### Arrivati al traguardo
| Pos. | Nº | Pilota                | Squadra                     | Motocicletta       | Giri | Tempo     | Griglia | Punti |
| ---- | -- | --------------------- | --------------------------- | ------------------ | ---- | --------- | ------- | ----- |
| 1º   | 41 | Aleix Espargaró       | Aprilia Racing              | Aprilia RS-GP      | 20   | 40'40.367 | 12º     | 25    |
| 2º   | 1  | Francesco Bagnaia     | Ducati Lenovo               | Ducati Desmosedici | 20   | +0.215    | 4º      | 20    |
| 3º   | 33 | Brad Binder           | Red Bull KTM Factory Racing | KTM RC16           | 20   | +0.680    | 10º     | 16    |
| 4º   | 88 | Miguel Oliveira       | CryptoData RNF              | Aprilia RS-GP      | 20   | +0.750    | 16º     | 13    |
| 5º   | 12 | Maverick Viñales      | Aprilia Racing              | Aprilia RS-GP      | 20   | +2.101    | 8º      | 11    |
| 6º   | 89 | Jorge Martín          | Prima Pramac Racing         | Ducati Desmosedici | 20   | +7.903    | 7º      | 10    |
| 7º   | 10 | Luca Marini           | Mooney VR46 Racing          | Ducati Desmosedici | 20   | +9.099    | 6º      | 9     |
| 8º   | 43 | Jack Miller           | Red Bull KTM Factory Racing | KTM RC16           | 20   | +9.298    | 2º      | 8     |
| 9º   | 5  | Johann Zarco          | Prima Pramac Racing         | Ducati Desmosedici | 20   | +9.958    | 9º      | 7     |
| 10º  | 25 | Raúl Fernández        | CryptoData RNF              | Aprilia RS-GP      | 20   | +19.947   | 20º     | 6     |
| 11º  | 37 | Augusto Fernández     | GasGas Factory Racing Tech3 | KTM RC16           | 20   | +20.296   | 5º      | 5     |
| 12º  | 44 | Pol Espargaró         | GasGas Factory Racing Tech3 | KTM RC16           | 20   | +1'06.120 | 15º     | 4     |
| 13º  | 49 | Fabio Di Giannantonio | Gresini Racing              | Ducati Desmosedici | 20   | +1'27.605 | 18º     | 3     |
| 14º  | 21 | Franco Morbidelli     | Monster Energy Yamaha       | Yamaha YZR-M1      | 20   | +1'28.913 | 11º     | 2     |
| 15º  | 20 | Fabio Quartararo      | Monster Energy Yamaha       | Yamaha YZR-M1      | 20   | +1'29.075 | 22º     | 1     |
| 16º  | 30 | Takaaki Nakagami      | LCR Honda Idemitsu          | Honda RC213V       | 20   | +1'38.573 | 21º     |       |
| 17º  | 27 | Iker Lecuona          | LCR Honda Castrol           | Honda RC213V       | 20   | +1'49.674 | 17º     |       |

#### Ritirati
| Nº | Pilota          | Squadra            | Motocicletta       | Giri | Griglia |
| -- | --------------- | ------------------ | ------------------ | ---- | ------- |
| 23 | Enea Bastianini | Ducati Lenovo      | Ducati Desmosedici | 16   | 13º     |
| 93 | Marc Márquez    | Repsol Honda       | Honda RC213V       | 14   | 14º     |
| 72 | Marco Bezzecchi | Mooney VR46 Racing | Ducati Desmosedici | 5    | 1º      |
| 73 | Álex Márquez    | Gresini Racing     | Ducati Desmosedici | 5    | 3º      |
| 36 | Joan Mir        | Repsol Honda       | Honda RC213V       | 2    | 19º     |

## Moto2

### Arrivati al traguardo
| Pos. | Nº | Pilota                  | Squadra                        | Motocicletta | Giri | Tempo     | Griglia | Punti |
| ---- | -- | ----------------------- | ------------------------------ | ------------ | ---- | --------- | ------- | ----- |
| 1º   | 54 | Fermín Aldeguer         | Beta Tools SpeedUp             | Boscoscuro   | 17   | 35'37.758 | 2º      | 25    |
| 2º   | 40 | Arón Canet              | Pons Wegow Los40               | Kalex        | 17   | +2.546    | 6º      | 20    |
| 3º   | 37 | Pedro Acosta            | Red Bull KTM Ajo               | Kalex        | 17   | +3.883    | 1º      | 16    |
| 4º   | 16 | Joe Roberts             | Italtrans Racing               | Kalex        | 17   | +6.460    | 10º     | 13    |
| 5º   | 18 | Manuel González         | Correos Prepago Yamaha VR46    | Kalex        | 17   | +7.162    | 17º     | 11    |
| 6º   | 7  | Barry Baltus            | Fieten Olie Racing GP          | Kalex        | 17   | +7.574    | 8º      | 10    |
| 7º   | 22 | Sam Lowes               | Elf Marc VDS Racing            | Kalex        | 17   | +7.623    | 9º      | 9     |
| 8º   | 79 | Ai Ogura                | Idemitsu Honda Team Asia       | Kalex        | 17   | +9.138    | 16º     | 8     |
| 9º   | 35 | Somkiat Chantra         | Idemitsu Honda Team Asia       | Kalex        | 17   | +12.280   | 14º     | 7     |
| 10º  | 14 | Tony Arbolino           | Elf Marc VDS Racing            | Kalex        | 17   | +13.094   | 4º      | 6     |
| 11º  | 52 | Jeremy Alcoba           | QJMotor Gresini                | Kalex        | 17   | +16.571   | 19º     | 5     |
| 12º  | 13 | Celestino Vietti        | Fantic Racing                  | Kalex        | 17   | +16.708   | 12º     | 4     |
| 13º  | 12 | Filip Salač             | QJMotor Gresini                | Kalex        | 17   | +16.828   | 11º     | 3     |
| 14º  | 75 | Albert Arenas           | Red Bull KTM Ajo               | Kalex        | 17   | +18.835   | 18º     | 2     |
| 15º  | 15 | Darryn Binder           | Liqui Moly Husqvarna Intact GP | Kalex        | 17   | +29.061   | 13º     | 1     |
| 16º  | 3  | Lukas Tulovic           | Liqui Moly Husqvarna Intact GP | Kalex        | 17   | +29.556   | 23º     |       |
| 17º  | 64 | Bo Bendsneyder          | Pertamina Mandalika SAG        | Kalex        | 17   | +38.437   | 26º     |       |
| 18º  | 17 | Álex Escrig             | Forward Team                   | Forward      | 17   | +40.838   | 28º     |       |
| 19º  | 24 | Marcos Ramírez          | Forward Team                   | Forward      | 17   | +42.853   | 25º     |       |
| 20º  | 84 | Zonta van den Goorbergh | Fieten Olie Racing GP          | Kalex        | 17   | +45.139   | 3º      |       |
| 21º  | 28 | Izan Guevara            | Tensite GasGas Aspar           | Kalex        | 17   | +1'05.750 | 20º     |       |
| 22º  | 5  | Kōta Nozane             | Correos Prepago Yamaha VR46    | Kalex        | 17   | +1'10.688 | 27º     |       |

### Ritirati
| Nº | Pilota        | Squadra                  | Motocicletta | Giri | Griglia |
| -- | ------------- | ------------------------ | ------------ | ---- | ------- |
| 21 | Alonso López  | Beta Tools SpeedUp       | Boscoscuro   | 7    | 5º      |
| 11 | Sergio García | Pons Wegow Los40         | Kalex        | 3    | 7º      |
| 96 | Jake Dixon    | Tensite GasGas Aspar     | Kalex        | 0    | 15º     |
| 33 | Rory Skinner  | OnlyFans American Racing | Kalex        | 0    | 21º     |
| 23 | Taiga Hada    | Pertamina Mandalika SAG  | Kalex        | 0    | 22º     |
| 72 | Borja Gómez   | Fantic Racing            | Kalex        | 0    | 24º     |
| 71 | Dennis Foggia | Italtrans Racing         | Kalex        | 0    | 29º     |

## Moto3

### Arrivati al traguardo
| Pos. | Nº | Pilota             | Squadra                        | Motocicletta  | Giri | Tempo     | Griglia | Punti |
| ---- | -- | ------------------ | ------------------------------ | ------------- | ---- | --------- | ------- | ----- |
| 1º   | 80 | David Alonso       | Gaviota GasGas Aspar           | Gas Gas       | 15   | 33'35.396 | 28º     | 25    |
| 2º   | 71 | Ayumu Sasaki       | Liqui Moly Husqvarna Intact GP | Husqvarna     | 15   | +0.152    | 7º      | 20    |
| 3º   | 96 | Daniel Holgado     | Red Bull KTM Tech3             | KTM RC 250 GP | 15   | +0.203    | 3º      | 16    |
| 4º   | 48 | Iván Ortolá        | Angeluss MTA                   | KTM RC 250 GP | 15   | +0.337    | 8º      | 13    |
| 5º   | 44 | David Muñoz        | Boé Motorsports                | KTM RC 250 GP | 15   | +0.471    | 27º     | 11    |
| 6º   | 38 | David Salvador     | CIP Green Power                | KTM RC 250 GP | 15   | +0.839    | 21º     | 10    |
| 7º   | 10 | Diogo Moreira      | MT Helmets - MSI               | KTM RC 250 GP | 15   | +0.767    | 17º     | 9     |
| 8º   | 99 | José Antonio Rueda | Red Bull KTM Ajo               | KTM RC 250 GP | 15   | +0.892    | 16º     | 8     |
| 9º   | 95 | Collin Veijer      | Liqui Moly Husqvarna Intact GP | Husqvarna     | 15   | +0.941    | 23º     | 7     |
| 10º  | 55 | Romano Fenati      | Rivacold Snipers               | Honda NSF250R | 15   | +0.977    | 14º     | 6     |
| 11º  | 53 | Deniz Öncü         | Red Bull KTM Ajo               | KTM RC 250 GP | 15   | +1.140    | 9º      | 5     |
| 12º  | 82 | Stefano Nepa       | Angeluss MTA                   | KTM RC 250 GP | 15   | +1.227    | 11º     | 4     |
| 13º  | 54 | Riccardo Rossi     | SIC58 Squadra Corse            | Honda NSF250R | 15   | +1.331    | 4º      | 3     |
| 14º  | 27 | Kaito Toba         | SIC58 Squadra Corse            | Honda NSF250R | 15   | +1.386    | 13º     | 2     |
| 15º  | 6  | Ryusei Yamanaka    | Gaviota GasGas Aspar           | Gas Gas       | 15   | +1.572    | 19º     | 1     |
| 16º  | 66 | Joel Kelso         | CFMoto Racing PrüstelGP        | CFMoto        | 15   | +2.270    | 5º      |       |
| 17º  | 19 | Scott Ogden        | VisionTrack Racing             | Honda NSF250R | 15   | +1.902    | 2º      |       |
| 18º  | 5  | Jaume Masiá        | Leopard Racing                 | Honda NSF250R | 15   | +11.314   | 1º      |       |
| 19º  | 7  | Filippo Farioli    | Red Bull KTM Tech3             | KTM RC 250 GP | 15   | +14.167   | 12º     |       |
| 20º  | 72 | Taiyo Furusato     | Honda Team Asia                | Honda NSF250R | 15   | +14.274   | 18º     |       |
| 21º  | 43 | Xavier Artigas     | CFMoto Racing PrüstelGP        | CFMoto        | 15   | +17.646   | 6º      |       |
| 22º  | 64 | Mario Aji          | Honda Team Asia                | Honda NSF250R | 15   | +17.825   | 20º     |       |
| 23º  | 22 | Ana Carrasco       | Boé Motorsports                | KTM RC 250 GP | 15   | +17.986   | 26º     |       |
| 24º  | 20 | Lorenzo Fellon     | CIP Green Power                | KTM RC 250 GP | 15   | +20.763   | 25º     |       |
| 25º  | 70 | Joshua Whatley     | VisionTrack Racing             | Honda NSF250R | 15   | +28.774   | 24º     |       |

### Ritirati
| Nº | Pilota            | Squadra          | Motocicletta  | Giri | Griglia |
| -- | ----------------- | ---------------- | ------------- | ---- | ------- |
| 63 | Syarifuddin Azman | MT Helmets - MSI | KTM RC 250 GP | 13   | 22º     |
| 24 | Tatsuki Suzuki    | Leopard Racing   | Honda NSF250R | 12   | 10º     |
| 18 | Matteo Bertelle   | Rivacold Snipers | Honda NSF250R | 11   | 15º     |

## MotoE
Tutti i piloti sono dotati di motocicletta fornita dalla Ducati.

### Gara 1

#### Arrivati al traguardo
| Pos. | Nº | Pilota             | Squadra                    | Giri | Tempo     | Griglia | Punti |
| ---- | -- | ------------------ | -------------------------- | ---- | --------- | ------- | ----- |
| 1º   | 3  | Randy Krummenacher | Dynavolt Intact GP         | 5    | 12'17.994 | 6º      | 25    |
| 2º   | 34 | Kevin Manfredi     | Ongetta SIC58 Squadracorse | 5    | +0.142    | 4º      | 20    |
| 3º   | 51 | Eric Granado       | LCR E-Team                 | 5    | +1.089    | 1º      | 16    |
| 4º   | 4  | Héctor Garzó       | Dynavolt Intact GP         | 5    | +1.376    | 3º      | 13    |
| 5º   | 81 | Jordi Torres       | Openbank Aspar             | 5    | +1.639    | 9º      | 11    |
| 6º   | 40 | Mattia Casadei     | HP Pons Los40              | 5    | +2.586    | 2º      | 10    |
| 7º   | 77 | Miquel Pons        | LCR E-Team                 | 5    | +9.574    | 15º     | 9     |
| 8º   | 11 | Matteo Ferrari     | Felo Gresini               | 5    | +13.254   | 8º      | 8     |
| 9º   | 8  | Mika Pérez         | RNF                        | 5    | +13.706   | 17º     | 7     |
| 10º  | 9  | Andrea Mantovani   | RNF                        | 5    | +13.961   | 10º     | 6     |
| 11º  | 53 | Esteve Rabat       | Prettl Pramac              | 5    | +15.682   | 12º     | 5     |
| 12º  | 78 | Hikari Ōkubo       | Tech3 E-racing             | 5    | +17.361   | 16º     | 4     |
| 13º  | 21 | Kevin Zannoni      | Ongetta SIC58 Squadracorse | 5    | +16.466   | 5º      | 3     |
| 14º  | 72 | Alessio Finello    | Felo Gresini               | 5    | +32.174   | 13º     | 2     |
| 15º  | 6  | María Herrera      | OpenBank Aspar             | 5    | +1'03.235 | 18º     | 1     |

#### Ritirati
| Nº | Pilota             | Squadra        | Giri | Griglia |
| -- | ------------------ | -------------- | ---- | ------- |
| 29 | Nicholas Spinelli  | HP Pons Los40  | 4    | 7º      |
| 23 | Luca Salvadori     | Prettl Pramac  | 4    | 14º     |
| 61 | Alessandro Zaccone | Tech3 E-racing | 2    | 11º     |

### Gara 2

#### Arrivati al traguardo
| Pos. | Nº | Pilota            | Squadra                    | Giri | Tempo     | Griglia | Punti |
| ---- | -- | ----------------- | -------------------------- | ---- | --------- | ------- | ----- |
| 1º   | 40 | Mattia Casadei    | HP Pons Los40              | 6    | 14'07.906 | 2º      | 25    |
| 2º   | 51 | Eric Granado      | LCR E-Team                 | 6    | +1.108    | 1º      | 20    |
| 3º   | 29 | Nicholas Spinelli | HP Pons Los40              | 6    | +6.776    | 7º      | 16    |
| 4º   | 81 | Jordi Torres      | Openbank Aspar             | 6    | +6.909    | 9º      | 13    |
| 5º   | 4  | Héctor Garzó      | Dynavolt Intact GP         | 6    | +7.724    | 3º      | 11    |
| 6º   | 9  | Andrea Mantovani  | RNF                        | 6    | +9.115    | 10º     | 10    |
| 7º   | 11 | Matteo Ferrari    | Felo Gresini               | 6    | +10.359   | 8º      | 9     |
| 8º   | 78 | Hikari Ōkubo      | Tech3 E-racing             | 6    | +19.483   | 16º     | 8     |
| 9º   | 34 | Kevin Manfredi    | Ongetta SIC58 Squadracorse | 6    | +19.776   | 4º      | 7     |
| 10º  | 8  | Mika Pérez        | RNF                        | 6    | +19.846   | 17º     | 6     |
| 11º  | 23 | Luca Salvadori    | Prettl Pramac              | 6    | +21.056   | 14º     | 5     |
| 12º  | 72 | Alessio Finello   | Felo Gresini               | 6    | +1'05.854 | 13º     | 4     |
| 13º  | 6  | María Herrera     | OpenBank Aspar             | 6    | +1'06.501 | 18º     | 3     |

#### Ritirati
| Nº | Pilota             | Squadra                    | Giri | Griglia |
| -- | ------------------ | -------------------------- | ---- | ------- |
| 21 | Kevin Zannoni      | Ongetta SIC58 Squadracorse | 0    | 5º      |
| 3  | Randy Krummenacher | Dynavolt Intact GP         | 0    | 6º      |
| 61 | Alessandro Zaccone | Tech3 E-racing             | 0    | 11º     |
| 53 | Esteve Rabat       | Prettl Pramac              | 0    | 12º     |
| 77 | Miquel Pons        | LCR E-Team                 | 0    | 15º     |